# 12095 Pinel
12095 Pinel è un asteroide della fascia principale. Scoperto nel 1998, presenta un'orbita caratterizzata da un semiasse maggiore pari a 2,8524489 UA e da un'eccentricità di 0,0164203, inclinata di 1,43263° rispetto all'eclittica.